# Mlini na veter pri Kinderdijku
Mlini na veter Kinderdijk so skupina 19 monumentalnih mlinov na veter v polderju Alblasserwaard v provinci Južna Holandija na Nizozemskem . Večina mlinov je del vasi Kinderdijk v občini Molenlanden, en mlin, De Blokker, pa je del občine Alblasserdam. Zgrajen v letih 1738 in 1740, da voda ne bi prišla v polder, je največja koncentracija starih mlinov na veter na Nizozemskem in eno najbolj znanih nizozemskih turističnih krajev. Mlini so uvrščeni med državne spomenike, celotno območje pa je od leta 1993 zaščitena vaška veduta. Od leta 1997 so na Unescovem seznamu svetovne dediščine in so kot taki uradno imenovani Mreža mlinov v Kinderdijk-Elshoutu .

## Zgodovina
Mlini na veter v Kinderdijku so bile zgrajene za izboljšanje odvodnjavanja Alblasserwaarda. To območje je bilo meliolirano že v 10. do 13. stoletju. Vodo so odvajali preko jarkov in jezov. Sprva je bilo več naravnih vodotokov, na koncu pa sta ostala le Alblas in Giessen. Prvotno je voda iz tega lahko prosto tekla v reke (Lek, Noord in Merwede), vendar je drenaža povzročila pogrezanje tal. 
Organi polderja so morali sodelovati in v ta namen ustvarili dve veliki drenažni enoti:
- Vodni odbor De Overwaard (globalno vzhodno in severno od Alblasserwaarda, z odvodnjavanjem v Giessen)
- Vodni odbor De Nederwaard (južno in zahodno od te; odvodnjavanje preko Alblasa).

Grof Floris V. Holandski je leta 1277 ustanovil tudi Odbor visokega gospostva Alblasserwaarda. Ta je zgradil obročast nasip okoli celotnega območja z zapornicami v Giessenu (blizu Giessendama ) in v Alblasu (blizu Alblasserdama ). Ob oseki je to omogočilo izpust v Merwede. Dolgoročno to ni bilo več dovolj. Zato je bila izvedena drenaža na mestu z najnižjo gladino vode zunaj polderja, na najbolj severozahodni točki Alblasserwaarda, blizu Kinderdijka.
Leta 1365 so sem preselili drenažo preko Giessena, leta 1369 pa tudi drenažo preko Alblasa. To je zahtevalo nove drenažne kanale v dolžini 17 kilometrov v primeru Giessena. Oba odvodna kanala potekata vzporedno pri Kinderdijku in ju ločuje ozek pomol, čez katerega poteka pešpot.
Dvesto let pozneje to ni več zadoščalo. Kapacitete za shranjevanje vode so povečevali od leta 1620 naprej. Toda stoletje kasneje se je to spet izkazalo za nezadostno. Od tega trenutka naprej (1738 za Nederwaard, 1740 za Overwaard) so drenažne turbine črpale vodo v rezervoarje vode v visokih akumulacijskih bazenih. Ko je bil nivo vode v reki nizek, so vodo izpuščali v reko.
19 kamnitih mlinov na Nizozemskem je bilo zgrajenih leta 1738, leseni mlini v Overwaardu pa leta 1740. Prvi premikajo drenažno vodo iz nižjih polderjev Alblasserwaarda v rezervoar, drugi pa iz višjih polderjev. Oba zadrževalnika sta se ob nizkem vodostaju izmenično izlivala v reko Lek s pomočjo zapornic; danes so postavljena sodobna črpališča.

### Delovanje mlinov na veter
Mlini na veter v Kinderdijku so bili zgrajeni za črpanje vode iz nizko ležečega polderja. Skoraj vsi so tipa "kopenskih jadralcev". Na dnu vsakega mlina je kolo z lopaticami, ki dvigujejo vodo, pogosto z višinsko razliko 140 centimetrov. Med mlini na veter v Kinderdijku je tudi ena nihalka, De Blokker.
V Alblasserwaardu mlini na veter premikajo vodo v dveh korakih. Najprej se voda črpa iz polderja v zalogovnik. V Kinderdijku se združita dva velika akumulacijska jezova. To sta Groote- ali Achterwaterschap za Overwaardski jez in Nieuwe Waterschap za Nederwaardski jez. Stekata se pri Elshoutu severozahodno od Alblasserwaarda in se izlivata v reko Lek.

## Sodoben čas
Mlini so uvrščeni med nacionalne spomenike, celotno območje pa je od leta 1993 zaščitena vaška veduta. Mlini so bili leta 1997 na 21. zasedanju Odbora za svetovno dediščino vpisani na Unescov seznam svetovne dediščine . Mlini so v lasti Fundacije za svetovno dediščino Kinderdijk.